# Tildenia
Tildenia is een geslacht van vlinders van de familie tastermotten (Gelechiidae).

## Soorten
- T. altisolani (Kieffer, 1937)
- T. georgei Hodges, 1985
- T. glochinella (Zeller, 1873)
- T. gudmannella (Walsingham, 1897)
- T. vorax (Meyrick, 1939)